# Kurt Felden
Kurt Felden (* 10. Juli 1878 in Kiel; † 15. September 1947 in Berlin) war ein deutscher Schauspieler bei Bühne und Film sowie ein Theaterregisseur und -leiter.

## Leben und Wirken
Felden hatte seit der Jahrhundertwende eine recht unspektakuläre Theaterlaufbahn in der Provinz durchlaufen, die ihn die folgenden drei Jahrzehnte kreuz und quer durch Deutschland (Bielefeld, Leipzig u. v. a.) führte. In Hagen durfte er Anfang der 1930er Jahre auch als Regisseur und Direktor der Westdeutschen Kulturbühne wirken, sein letztes Festengagement führte Felden am Vorabend des Zweiten Weltkriegs an Berlins Theater des Volkes. Während des Krieges ging er nur noch im Rahmen von Berliner Gastspieldirektionen auf Tournee. Zuletzt leitete Kurt Felden sein eigenes Schauspielstudio.
In seiner Berliner Zeit trat Felden mit zum Teil winzigen Chargenrollen in einer Reihe von Kinofilmen auf. In nicht einmal zehn Jahren sah man unter anderem als einen Förster in Dahinten auf der Heide, einen Matrose in Fracht auf Baltimore, einen Kapitän in Sehnsucht nach Afrika, einen Wissenschaftler in Robert Koch, der Bekämpfer des Todes und einen Ballgast in Bal paré. Felden stand 1944 in der Gottbegnadeten-Liste des Reichsministeriums für Volksaufklärung und Propaganda.
Der greise Schauspielveteran Felden verstarb im hoffnungslos unterversorgten Berlin der frühen Nachkriegszeit.

## Filmografie
- 1934: Rosen aus dem Süden
- 1934: Ein Kind, ein Hund, ein Vagabund
- 1935: Ein idealer Gatte
- 1935: April, April
- 1936: Mazurka
- 1935: Krach im Hinterhaus
- 1936: Wenn der Hahn kräht
- 1936: Boccaccio
- 1936: Dahinten auf der Heide
- 1937: Versprich mir nichts
- 1937: Der Mustergatte
- 1938: Du und ich
- 1938: Fracht von Baltimore
- 1939: Robert Koch, der Bekämpfer des Todes
- 1939: Kennwort Machin
- 1940: Bal paré
- 1942: Die Entlassung
- 1944: Große Freiheit Nr. 7

## Theater
- 1910: Sidney Jones: Die Geisha (Wun Shi) – Regie:  ? (Wilhelmstheater Wilhelmshaven)
- 1911: Johann Strauss (Sohn): Der Zigeunerbaron (Schweinezüchter Szupan) – Regie: ?  (Wilhelmstheater Wilhelmshaven)
- 1916: Henrik Ibsen: Peer Gynt (Alter Troll) – Regie: Max Martersteig (Neues Theater Leipzig)
- 1936: Henrik Ibsen: Peer Gynt (Bauer bei Hegstad/Seemann) – Regie: Walther Brügmann (Theater des Volkes Berlin)